# مادر (فیلم ۲۰۰۳)
مادر (انگلیسی: The Mother) فیلمی در ژانر درام به کارگردانی راجر میشل است که در سال ۲۰۰۳ منتشر شد. از بازیگران آن می‌توان به ان رید، پیتر وان و دنیل کریگ اشاره کرد.